# Broniewo (gromada)
Broniewo – dawna gromada, czyli najmniejsza jednostka podziału terytorialnego Polskiej Rzeczypospolitej Ludowej w latach 1954–1972.
Gromady, z gromadzkimi radami narodowymi (GRN) jako organami władzy najniższego stopnia na wsi, funkcjonowały od reformy reorganizującej administrację wiejską przeprowadzonej jesienią 1954 do momentu ich zniesienia z dniem 1 stycznia 1973, tym samym wypierając organizację gminną w latach 1954–1972.
Gromadę Broniewo z siedzibą GRN w Broniewie utworzono – jako jedną z 8759 gromad na obszarze Polski – w powiecie inowrocławskim w woj. bydgoskim, na mocy uchwały nr 24/7 WRN w Bydgoszczy z dnia 5 października 1954. W skład jednostki weszły obszary dotychczasowych gromad Broniewo, Bronimierz, Liszkowo i Tupadły ze zniesionej gminy Rojewo w powiecie inowrocławskim oraz obszar dotychczasowej gromady Dąbrowy Wielkie ze zniesionej gminy Solec Kujawski w powiecie bydgoskim w tymże województwie. Dla gromady ustalono 23 członków gromadzkiej rady narodowej.
1 stycznia 1958 z gromady Broniewo wyłączono wieś Dąbrowy Wielkie i osadę Zamczysko, włączając je do gromady Nowawieś Wielka w powiecie bydgoskim w tymże województwie, po czym gromadę Broniewo zniesiono, włączając jej (pozostały) obszar do gromad: Złotniki Kujawskie (wsie Broniewo, Bronimierz Wielki, Bronimierz Mały i Tupadły) i Rojewo (wsie Liszkowo i Budziaki) w tymże powiecie.